# Dynamo (músico)
Dynamo, nome artístico de Eder dos Santos (ilha do Sal, Cabo Verde, 25 de junho de 1988), é um músico, compositor e cantor cabo-verdiano, radicado em Lisboa.

## Biografia
Nascido e criado na ilha do Sal, muito cedo se interessou por instrumentos musicais e desenvolveu, desde então, uma aprendizagem musical autodidata. Com 13 anos Dynamo já tocava guitarra e cantava músicas de sua própria autoria nas festas de escola e pela vizinhança.(5:40)
Além da música, sempre foi uma criança muito ativa e por algum tempo levou muito a sério o sonho de um dia ser um futebolista ou um tenista profissional e representar o seu país, tendo participado em várias competições locais e nacionais nas duas modalidades, e ido aos Açores em 2003 representar Cabo Verde na sétima edição dos Jogos das Ilhas como atleta de ténis sub 16.

## Carreira
Ao terminar o ensino secundário em Cabo Verde, mudou-se para os Estados Unidos, para estudar na MassBay Community College em Wellesley Hills. Após se integrar na comunidade negra em Massachusetts, passou a conhecer a música gospel, que mudou a sua forma de encarar a música.(6:10) Durante os estudos o jovem adolescente começou a cantar em bares e restaurantes nas comunidades lusófonas espalhadas por New England.
Em 2008 decidiu adotar o nome artístico de Dynamo e seguir o seu sonho de infância, depois de receber boas críticas em relação à sua versatilidade e voz rouca. Em 2010 Dynamo saiu dos Estados Unidos rumo a Portugal, para concluir os estudos na Universidade Lusíada no Porto, e também para correr atrás de oportunidades mais promissoras na música.
Após uma breve temporada como vocalista/compositor da banda C4,(6:35) em 2012 foi contratado pela editora Broda Music, com a qual, ao longo de 5 anos, produziu 2 álbuns e atuou em centenas de concertos em diversos países, principalmente onde houvesse comunidade PALOP, contribuindo também para a ascensão da mesma editora.
Em 2014 Eder dos Santos concluiu o ensino superior, na área de Gestão Empresarial. No mesmo ano também lançou o seu primeiro álbum(4:10) intitulado "One", tendo como principais destaques as faixas "Encaixa" e "Princesa".(10:10)
Com este álbum de estreia, Dynamo foi dos artistas mais nomeados na gala dos Cabo Verde Music Awards 2015, onde ganhou o prémio de Melhor Intérprete Masculino, e o prémio de Melhor Kizomba com o tema "Poderosa".
Em 2016 lançou o seu segundo álbum de originais - "Mirror", no qual se destacaram as faixas "Aperta", "Tequila" e "Fica".
Em 2017 o cantor interrompeu o vínculo com a editora, terminando assim 5 anos de parceria para passar a gerir a sua própria carreira musical. No mesmo ano apresentou a sua marca DNM e designou a sua empresa de Beat Drop. Meses depois, lançou o seu primeiro Single por conta própria —"Only One"— que atingiu o topo das tabelas com vários milhões de visualizações no YouTube, e em 2018 arrecadou os prémios de Melhor Videoclipe e Artista Digital do Ano nos Mais Kizomba Awards, em Portugal, e Música do Ano, pela terceira vez, noutra gala em Cabo Verde.
Ainda em 2018 Dynamo lançou os singles "Espelho Meu", "Enquanto N'Respira", e "Grogue" que se mantiveram no topo das tabelas de rádio e televisão em Cabo Verde por várias semanas consecutivas, tendo o primeiro recebido o prémio de Melhor Música Popular do Ano numa gala na sua ilha de origem.
Em 2019 lançou os temas "Kimica", "African Dream" (dedicada aos primeiros Jogos Africanos de Praia a ter lugar em Cabo Verde), "Roda" e "Ka Ta Consigui", também atingindo grandes números de visualizações em poucas semanas.
O artista conta com mais de 100 mil seguidores nas redes sociais e mais de 30 milhões de visualizações nas suas músicas no YouTube, sendo hoje uma das referências da nova geração de músicos em Cabo Verde e entre as comunidades PALOP espalhadas pelo mundo.

## Discografia

### Álbuns
- One (2014)
- Mirror (2016)
- Independent (2020)

### Singles
- Only One (jul 2017)
- Espelho Meu (abr 2018)
- Enquanto N'Respira (jul 2018)
- Kimica (fev 2019)
- African Dream feat. Ceuzany (mai 2019)
- Roda feat. Mito KasKas (jul 2019)
- Ka Ta Consigui feat. Djodje (out 2019)
- Primeiro Lugar (dez 2020)
- Primavera (ago 2021)
- Mad Love (mar 2022)
- Pilon di Mudjer (ago 2022)
- Chocolate (set 2022)
- Madrugada (dez 2022)
- Sabi x Irina Barros (jul 2023)

### Colaborações
- Kiddye Bonz feat. Dynamo — Noh Jurá (abr 2015)
- 2Much feat. Dynamo — Investi Na Bo (nov 2015)
- William Araújo feat. Dynamo — Me Domina (jun 2016)
- JayYo feat. Dynamo — Chill (dez 2016)
- Grace Évora & Dynamo — Cab Verdiana (mar 2018)
- Elji BeatzKilla feat. Dynamo — Muda (jun 2018)
- Rapaz 100 Juiz feat. Dynamo and Elji BeatzKilla — NO Wi-Fi (set 2018)
- GrogueBoyz — Grogue (out 2018)
- Ricky Man x Djodje feat. Dynamo — OGOP (out 2019)
- Charbel feat. Dynamo — Amor É (out 2019)
- William Araujo x Dynamo x Djodje — Suleban (jun 2021)
- Loony Johnson feat. Dynamo — Lua (out 2022)
- Josslyn feat. Dynamo — Cura (mai 2023)
- Dwayne x Dynamo — Eu & Tu (jul 2023)